# Lijst van voetbalinterlands Guinee - Kameroen
Deze lijst van voetbalinterlands is een overzicht van alle officiële voetbalwedstrijden tussen de nationale teams van Guinee en Kameroen. De landen hebben tot op heden veertien keer tegen elkaar gespeeld. De eerste ontmoeting, een kwalificatiewedstrijd voor de Afrika Cup 1980, vond plaats op 16 september 1979 in Conakry. Het laatste duel, een groepswedstrijd tijdens de  Afrika Cup 2023, werd gespeeld in Yamoussoukro (Ivoorkust) op 15 januari 2024.

## Wedstrijden
| №  | Plaats              | Datum             | Competitie                           | Wedstrijd         | Uitslag |
| -- | ------------------- | ----------------- | ------------------------------------ | ----------------- | ------- |
| 1  | Conakry             | 16 september 1979 | Afrika Cup 1980 kwalificatie         | Guinee − Kameroen | 3 − 0   |
| 2  | Yaoundé             | 30 september 1979 | Afrika Cup 1980 kwalificatie         | Kameroen − Guinee | 3 − 0   |
| 3  | Yaoundé             | 2 mei 1982        | Vriendschappelijk                    | Kameroen − Guinee | 1 − 1   |
| 4  | Conakry             | 14 april 1991     | Afrika Cup 1992 kwalificatie         | Guinee − Kameroen | 0 − 0   |
| 5  | Yaoundé             | 28 juli 1991      | Afrika Cup 1992 kwalificatie         | Kameroen − Guinee | 1 − 0   |
| 6  | Yaoundé             | 18 april 1993     | WK 1994 kwalificatie                 | Kameroen − Guinee | 3 − 1   |
| 7  | Conakry             | 18 juli 1993      | WK 1994 kwalificatie                 | Guinee − Kameroen | 0 − 1   |
| 8  | Ouagadougou         | 11 februari 1998  | Afrika Cup 1998                      | Kameroen − Guinee | 2 − 2   |
| 9  | Rouen               | 16 augustus 2006  | Vriendschappelijk                    | Kameroen − Guinee | 1 − 1   |
| 10 | Bondoufle           | 11 februari 2009  | Vriendschappelijk                    | Kameroen − Guinee | 3 − 1   |
| 11 | Malabo              | 24 januari 2015   | Afrika Cup 2015                      | Kameroen − Guinee | 1 − 1   |
| 12 | Sint-Jans-Molenbeek | 28 maart 2017     | Vriendschappelijk                    | Kameroen − Guinee | 1 − 2   |
| 13 | Douala              | 6 februari 2021   | African Championship of Nations 2020 | Guinee − Kameroen | 2 − 0   |
| 14 | Yamoussoukro        | 15 januari 2024   | Afrika Cup 2023                      | Kameroen − Guinee | 1 − 1   |

## Samenvatting
| Competitie                      | Totaal gespeeld | Winst Guinee | Gelijk | Winst Kameroen | Doelsaldo Guinee – Kameroen |
| ------------------------------- | --------------- | ------------ | ------ | -------------- | --------------------------- |
| WK-kwalificatie                 | 2               | 0            | 0      | 2              | 1 − 4                       |
| Afrika Cup                      | 3               | 0            | 3      | 0              | 4 − 4                       |
| Afrika Cup-kwalificatie         | 4               | 1            | 1      | 2              | 3 − 4                       |
| African Championship of Nations | 1               | 1            | 0      | 0              | 2 − 0                       |
| Vriendschappelijk               | 4               | 1            | 2      | 1              | 5 − 6                       |
| Totaal                          | 14              | 3            | 6      | 5              | 15 − 18                     |

FGF · A-internationals · Guinees vrouwenelftal
1960-1969 ·
1970-1979 ·
1980-1989 ·
1990-1999 ·
2000-2009 ·
2010-2019 ·
2020-2029
AC 1970 ·
AC 1974 ·
AC 1976 ·
AC 1980 ·
AC 1994 ·
AC 1998 ·
AC 2004 ·
AC 2006 ·
AC 2008 ·
AC 2012
1962 ·
1963 ·
1964 ·
1965 ·
1966 ·
1967 ·
1968 ·
1969 ·
1970 ·
1971 ·
1972 ·
1973 ·
1974 ·
1975 ·
1976 ·
1977 ·
1978 ·
1979 ·
1980 ·
1981 ·
1982 ·
1983 ·
1984 ·
1985 ·
1986 ·
1987 ·
1988 ·
1989 ·
1990 ·
1991 ·
1992 ·
1993 ·
1994 ·
1995 ·
1996 ·
1997 ·
1998 ·
1999 ·
2000 ·
2001 ·
2002 ·
2003 ·
2004 ·
2005 ·
2006 ·
2007 ·
2008 ·
2009 ·
2010 ·
2011 ·
2012 ·
2013 ·
2014 ·
2015 ·
2016 ·
2017 ·
2018 ·
2019 ·
2020 ·
2021 ·
2022 ·
2023 ·
2024
Algerije ·
Angola ·
Benin ·
Bermuda ·
Botswana ·
Brazilië ·
Burkina Faso ·
Burundi ·
Cambodja ·
Centraal-Afrikaanse Republiek ·
Chili ·
China ·
Comoren ·
Congo-Brazzaville ·
Congo-Kinshasa ·
DDR ·
Egypte ·
Equatoriaal-Guinea ·
Ethiopië ·
Gabon ·
Gambia ·
Ghana ·
Guinee-Bissau ·
Indonesië ·
Irak ·
Iran ·
Ivoorkust ·
Kaapverdië ·
Kameroen ·
Kenia ·
Kosovo ·
Lesotho ·
Liberia ·
Libië ·
Madagaskar ·
Malawi ·
Mali ·
Marokko ·
Mauritanië ·
Mauritius ·
Mozambique ·
Namibië ·
Niger ·
Nigeria ·
Noord-Korea ·
Oeganda ·
Rwanda ·
Senegal ·
Sierra Leone ·
Soedan ·
Somalië ·
Swaziland ·
Tanzania ·
Togo ·
Tsjaad ·
Tunesië ·
Turkije ·
Vanuatu ·
Venezuela ·
Vietnam ·
Zaïre ·
Zambia ·
Zimbabwe ·
Zuid-Afrika ·
Zuid-Jemen
FCF · A-internationals · Selecties · Bondscoaches · Statistieken · Kameroens vrouwenelftal · Kameroen U21 · Kameroen U20 · Kameroen U19 · Kameroen U18 · Kameroen U17
1960 – 1969 · 
1970 – 1979 · 
1980 – 1989 · 
1990 – 1999 · 
2000 – 2009 · 
2010 – 2019 ·
2020 − 2029
CC 2001 · 
CC 2003
WK 1982 · 
WK 1990 · 
WK 1994 · 
WK 1998 · 
WK 2002 · 
WK 2010 · 
WK 2014 ·
WK 2022
OS 1984 · 
OS 2000 · 
OS 2008
1961 · 
1960 · 
1961 · 
1962 · 
1963 · 
1964 · 
1965 · 
1966 · 
1967 · 
1968 · 
1969 · 
1970 · 
1971 · 
1972 · 
1973 · 
1974 · 
1975 · 
1976 · 
1977 · 
1978 · 
1979 · 
1980 · 
1981 · 
1982 · 
1983 · 
1984 · 
1985 · 
1986 · 
1987 · 
1988 · 
1989 · 
1990 · 
1991 · 
1992 · 
1993 · 
1994 · 
1995 · 
1996 · 
1997 · 
1998 · 
1999 · 
2000 · 
2001 · 
2002 · 
2003 · 
2004 · 
2005 · 
2006 · 
2007 · 
2008 · 
2009 · 
2010 · 
2011 · 
2012 · 
2013 ·
2014 ·
2015 ·
2016 ·
2017 ·
2018 ·
2019 ·
2020 ·
2021 ·
2022
Albanië ·
Algerije ·
Angola ·
Argentinië ·
Australië ·
Benin ·
Bolivia ·
Brazilië ·
Bulgarije ·
Burkina Faso ·
Burundi ·
Canada ·
Centraal-Afrikaanse Republiek ·
Chili ·
Colombia ·
Comoren ·
Congo-Brazzaville ·
Congo-Kinshasa ·
Costa Rica ·
Cuba ·
Denemarken ·
Duitsland ·
Egypte ·
Engeland ·
Equatoriaal-Guinea ·
Eritrea ·
Ethiopië ·
Finland ·
Frankrijk ·
Gabon ·
Gambia ·
Georgië ·
Ghana ·
Griekenland ·
Guinee ·
Guinee-Bissau ·
Ierland ·
India ·
Indonesië ·
Iran ·
Italië ·
Ivoorkust ·
Jamaica ·
Japan ·
Kaapverdië ·
Kenia ·
Koeweit ·
Kroatië ·
Lesotho ·
Liberia ·
Libië ·
Luxemburg ·
Madagaskar ·
Malawi ·
Mali ·
Marokko ·
Mauritanië ·
Mauritius ·
Mexico ·
Moldavië · 
Mozambique ·
Namibië ·
Nederland ·
Niger ·
Nigeria ·
Noord-Macedonië ·
Noorwegen ·
Oeganda ·
Oekraïne ·
Oezbekistan ·
Oostenrijk ·
Panama ·
Paraguay ·
Peru ·
Polen ·
Portugal ·
Roemenië ·
Rusland ·
Rwanda ·
Saoedi-Arabië ·
Sao Tomé en Principe ·
Senegal ·
Servië ·
Sierra Leone ·
Slowakije ·
Soedan ·
Somalië ·
Sovjet-Unie ·
Swaziland ·
Tanzania ·
Thailand · 
Togo ·
Tsjaad ·
Tunesië ·
Turkije ·
Verenigde Staten ·
Zambia ·
Zimbabwe ·
Zuid-Afrika ·
Zuid-Korea ·
Zuid-Soedan ·
Zweden ·
Zwitserland
Brazilië (2014) · 
Brazilië (2022) · 
Denemarken (2010) · 
Egypte (2017) ·
Frankrijk (2003) · 
Italië (1982) · 
Japan (2010) · 
Kroatië (2014) · 
Mexico (2014) ·
Nederland (2010) · 
Peru (1982) · 
Polen (1982) · 
Servië (2022)